# Trofeu Ciutat de Palma de Futbol
El Trofeu Ciudad de Palma és un torneig d'estiu de futbol que es va disputar de 1969 a 1998 i després del 2005 al 2008 a Palma, capital de la comunitat autònoma de les Illes Balears, ubicada a l'illa de Mallorca. L'any 2010 es tornà a recuperar.

## Historial
| Any         | Campió                  | Subcampió               |
| ----------- | ----------------------- | ----------------------- |
| 1969        | FC Barcelona            | Standard Liège          |
| 1970        | CSKA Sofia              | FC Köln                 |
| 1971        | CSKA Sofia              | FC Barcelona            |
| 1972        | Budapest XI             | Eintracht Frankfurt     |
| 1973        | FC Spartak Moscou       | CSKA Sofia              |
| 1974        | FC Barcelona            | KS Stal Mielec          |
| 1975        | Reial Madrid CF         | RCD Espanyol            |
| 1976        | FC Spartak Moscou       | FC Barcelona            |
| 1977        | Reial Betis             | West Ham United FC      |
| 1978        | CR Flamengo             | Reial Madrid CF         |
| 1979        | FC Barcelona            | CR Vasco da Gama        |
| 1980        | Reial Madrid CF         | Reial Societat          |
| 1981        | FC Barcelona            | Reial Mallorca          |
| 1982        | Paris SG                | Slovan Bratislava       |
| 1983        | Reial Madrid CF         | Reial Mallorca          |
| 1984        | Universidad Católica    | FC Barcelona            |
| 1985        | Gremio de Porto Alegre  | FC Barcelona            |
| 1986        | FC Barcelona            | Real Mallorca           |
| 1987        | Reial Mallorca          | SC Internacional        |
| 1988        | Botafogo FR             | FC Barcelona            |
| 1989        | Fortuna Düsseldorf      | FC Barcelona            |
| 1990        | Reial Madrid CF         | Reial Mallorca          |
| 1991        | Reial Mallorca          | FC Barcelona            |
| 1992        | Reial Mallorca          | FC Barcelona            |
| 1993        | València CF             | Reial Mallorca          |
| 1994        | Reial Mallorca          | Sparta Rotterdam        |
| 1995        | CR Vasco da Gama        | Reial Mallorca          |
| 1996        | Club Atlético de Madrid | FC Barcelona            |
| 1997        | Reial Mallorca          | CR Flamengo             |
| 1998        | Bayer Leverkusen        | Reial Mallorca          |
| 1999 - 2004 | No disputat             | No disputat             |
| 2005        | Hertha BSC Berlin       | Reial Mallorca          |
| 2006        | Inter de Milà           | Reial Mallorca          |
| 2007        | Reial Mallorca          | FC Bayern de Múnic      |
| 2008        | PSV Eindhoven           | Reial Mallorca          |
| 2009        | No disputat             | No disputat             |
| 2010        | Reial Mallorca          | Club Atlético de Madrid |
| 2011        | SSC Napoli              | Reial Mallorca          |
| 2012        | HSV Hamburg             | Reial Mallorca          |
| 2013        | RC Recreativo de Huelva | Reial Mallorca          |
| 2014        | Reial Mallorca          | Getafe CF               |
| 2015        | Llevant UD              | Reial Mallorca          |
| 2016        | Granada CF              | Reial Mallorca          |
| 2017        | Reial Mallorca          | Sevilla Atlético        |
| 2018        | Reial Mallorca          | AD Alcorcón             |
| 2019        | Llevant UD              | Reial Mallorca          |
| 2020        | No disputat             | No disputat             |
| 2021        | Reial Mallorca          | Cagliari Calcio         |

## Palmarès
- 11 títols:
  - Reial Mallorca (Illes Balears).
- 5 títols:
  - FC Barcelona (Catalunya).
- 4 títols:
  - Reial Madrid (Espanya).
- 2 títols:
  - CSKA Sofia (Bulgària),
  - Spartak Moscou (Rússia),
  - Llevant Unió Esportiva (País Valencià).
- 1 títol:
  - Budapest XI (Hongria),
  - Reial Betis (Espanya),
  - Flamengo (Brasil),
  - Paris SG (França),
  - Universitat Catòlica (Xile),
  - Gremio de Porto Alegre (Brasil),
  - Botafogo (Brasil),
  - Fortuna Düsseldorf (Alemanya),
  - València CF (País Valencià),
  - Club Atlético de Madrid (Espanya),
  - Bayer Leverkusen (Alemanya),
  - Hertha BSC (Alemanya),
  - Inter de Milà (Itàlia),
  - SSC Napoli (Itàlia),
  - PSV Eindhoven (Països Baixos),
  - HSV Hamburg (Alemanya),
  - Vasco da Gama (Brasil).